# Barbara Krug
Barbara Krug, född den 6 maj 1956 i Leipzig, Tyskland, är en före detta östtysk friidrottare inom kortdistanslöpning.
Hon tog OS-silver på 4 x 400 meter stafett vid friidrottstävlingarna 1980 i Moskva. 